# 格鲁吉亚共产党
格鲁吉亚共产党（格鲁吉亚语：საქართველოს კომუნისტური პარტია；俄语：Коммунистическая партия Грузии）是苏联共产党在格鲁吉亚苏维埃社会主义共和国的分支。该党成立于1920年5月，取名为格鲁吉亚共产党（布尔什维克）。1952年10月，随着全联盟共产党（布尔什维克）改名为苏联共产党，该党也相应改名为格鲁吉亚共产党。1991年8月，八一九事件后，该党被格鲁吉亚当局禁止活动。

## 历任第一书记
1. 马米阿·奥拉赫拉什维利（1921年3月-1922年4月）
2. 米哈伊尔·奥库加瓦（1922年4月-22日）
3. 维萨里昂·罗明纳兹（1922年10月25日-1924年5月12日）
4. 米哈伊尔·卡希阿尼（1924年5月12日-1930年5月6日）
5. 列万·戈戈别里泽（1930年5月6日-11月20日）
6. 萨姆森·马姆里亚（1930年11月20日-1931年10月13日）
7. 拉夫连季·卡特维里什维利（1931年10月13日-11月14日）
8. 拉夫连季·贝利亚（1931年11月14日-1938年8月31日）
9. 坎迪德·查克维亚尼（1938年8月31日-1952年4月2日）
10. 阿卡基·姆格拉泽（1952年4月2日-1953年4月14日）
11. 亚历山大·米尔茨胡拉瓦（1953年4月14日-9月20日）
12. 瓦西里·姆扎瓦纳泽（1953年9月20日-1972年9月29日）
13. 爱德华·谢瓦尔德纳泽（1972年9月29日-1985年7月6日）
14. 朱姆贝尔·帕提亚什维利（1985年7月6日-1989年4月14日）
15. 吉维·格里戈里耶维奇·贡巴里泽（1989年4月14日-1990年12月7日）
16. 阿夫坦迪尔·马尔吉亚尼（1990年12月7日-1991年2月19日）
17. 贾迈尔·米克拉泽（1991年2月20日-1991年8月26日）